# Укмар, Антон
Антон Укмар (словен. Anton Ukmar; 6 декабря 1900 — 21 декабря 1978) — словенско-итальянский коммунист, участник гражданской войны в Испании, антифашистской партизанской войны в Абиссинии, итальянского Движения сопротивления и депутат парламента в Социалистической республике Словении.

## Биография

### Детство и юность
Антон Укмар родился 6 декабря 1900 года в небольшом городке в Австро-Венгрии (современная территория Словении). С юных лет проявлял интерес к общественно-политической деятельности и примкнул к рабочему движению в период бурных социальных перемен начала XX века.

### Политическая деятельность
Укмар вступил в коммунистическое движение в 1920-е годы, активно участвуя в организации рабочих забастовок и пропаганде марксистских идей. Его деятельность привлекла внимание властей, и он неоднократно подвергался арестам и преследованиям за участие в подпольных коммунистических организациях.
В 1930-е годы Антон Укмар стал одной из ключевых фигур в организации антифашистского сопротивления. Он сотрудничал с различными коммунистическими группами по всей Европе, способствуя распространению революционных идей и поддержке антифашистских движений. Вместе с Илио Баронтини и Доменико Ролла отправился в Абиссинию, чтобы поддержать эфиопское Сопротивление против итальянской оккупации. Благодаря своим лидерским качествам и политической проницательности Укмар приобрел авторитет среди соратников и сторонников.

### Вклад в антифашистскую борьбу
Во время Второй мировой войны Укмар активно участвовал в сопротивлении нацистской оккупации. Он принимал участие в организации партизанских отрядов и координировал действия подпольных групп. Его храбрость и преданность делу борьбы против фашизма снискали ему признание и уважение как среди бойцов, так и в гражданских кругах.
После окончания войны Укмар продолжил свою политическую деятельность, поддерживая восстановление коммунистических и социалистических идеалов в странах Восточной Европы. Он активно работал над укреплением связей между коммунистическими партиями и продвигал идеи международной солидарности рабочих.

### Личная жизнь и наследие
Антон Укмар был известен как человек исключительного характера: решительный, справедливый и преданный своим убеждениям. Несмотря на постоянные угрозы и давление со стороны противников его взглядов, он оставался непреклонен в своих принципах.
Укмар скончался 21 декабря 1978 года, оставив после себя богатое наследие в виде трудов, статей и воспоминаний о своей деятельности. Его имя до сих пор ассоциируется с борьбой за социальную справедливость и свободу.

### Память
Антон Укмар остаётся значимой фигурой для историков и исследователей коммунистического движения и антифашистского сопротивления. Его жизнь и деятельность продолжают служить вдохновением для тех, кто верит в силу идей солидарности и борьбы за равенство.